# Djamboe bol
De djamboe bol (Syzygium malaccense, basioniem: Eugenia malaccensis), Maleisische rozenappel of Maleisische wasappel is een plant uit de mirtefamilie (Myrtaceae).
Het is een groenblijvende, diep vertakte, tot 25 m hoge boom met een rechte stam en een kegelvormige of cilindrische, dichte kroon. De tegenoverstaande, leerachtige bladeren zijn donkergroen, ovaal-langwerpig, toegespitst, gaafrandig en 12-45 × 5-20 cm groot. De bladeren zijn aan de bovenkant donkergroen en glanzend. De bladstelen zijn 0,5-2 cm lang. De bloeiwijzen ontspringen uit stam en dikke takken (cauliflorie) en bevatten tot twaalf bloemen.
De violette of donkerrode bloemen zijn 5-7,5 cm breed en bestaan uit vijf groene kelkbladeren en vier meestal paarsroze tot donkerrode (soms witte, gele of oranje) kroonbladeren. In het midden van de bloem ontspringen zeer vele, opvallende, tot 4 cm lange meeldraden in dezelfde kleur als de hele bloem. De meeldraden dragen gele helmknoppen.
De vruchten zijn langwerpig, peervormig of klokvormig, vaak in de lengte geribd en 5-12 × 2,5-7,5 cm groot. Aan het uiteinde van de vruchten zit een inkeping, waar vroeger de kelk zat. De dunne schil is glad, glanzend, wasachtig en wordt rijp roze, bruinrood of felrood. Het witte, matig sappige vruchtvlees is mild zoetzuur, appelachtig en weinig aromatisch van smaak. De vruchten zijn zaadloos of bevatten een enkel bolvormig zaad of twee halvemaanvormige, 1,6-2 cm lange zaden
De vruchten worden als handfruit gegeten of worden verwerkt in compote, desserts en gelei. Op Puerto Rico wordt van de vruchten vruchtenwijn gemaakt. De bladeren en de bloemen worden wel als groente gegeten.
De djamboe bol komt van nature voor in Maleisië en wordt wereldwijd in de tropen gekweekt.

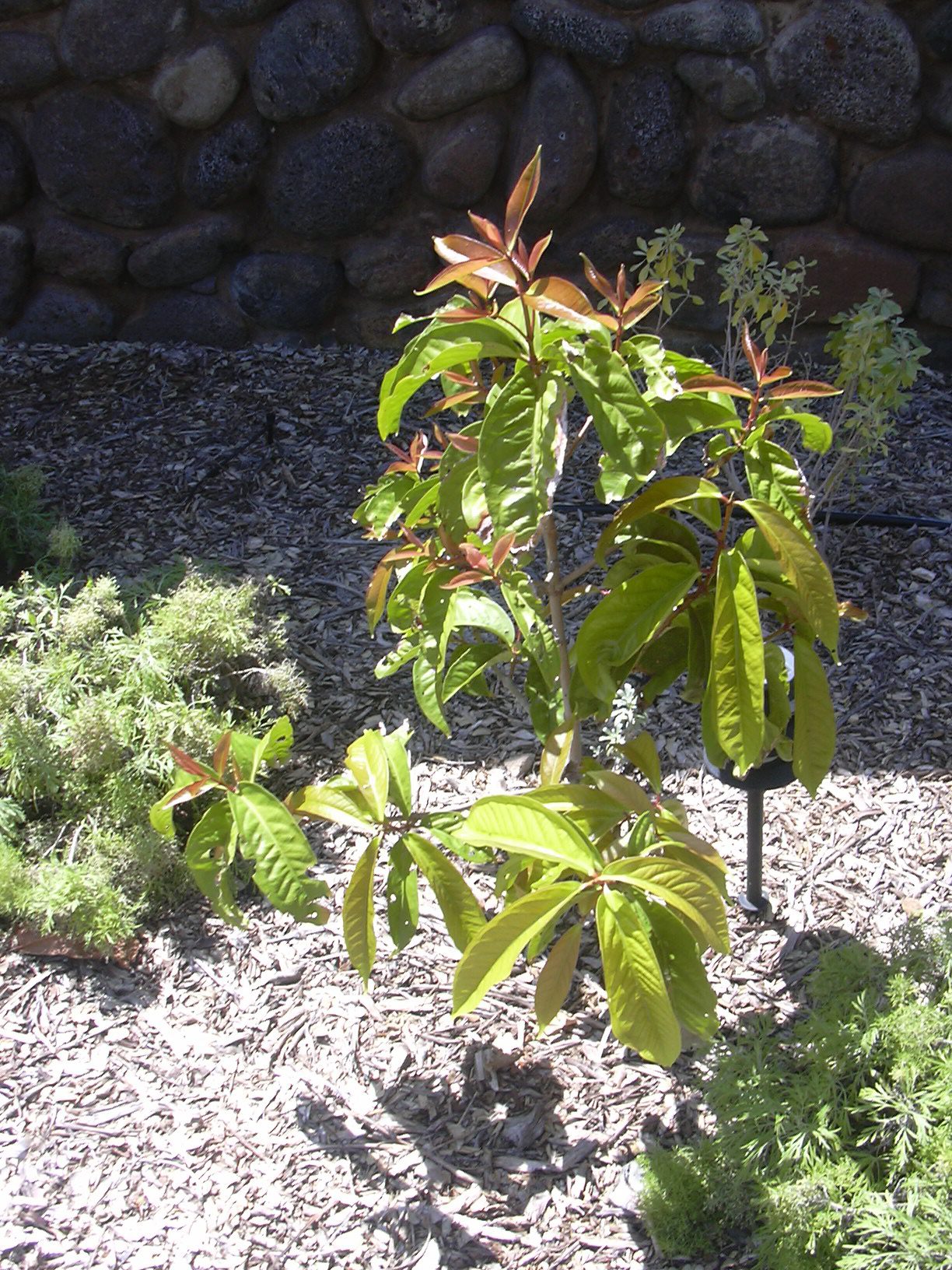
Jonge plant in Hawaï

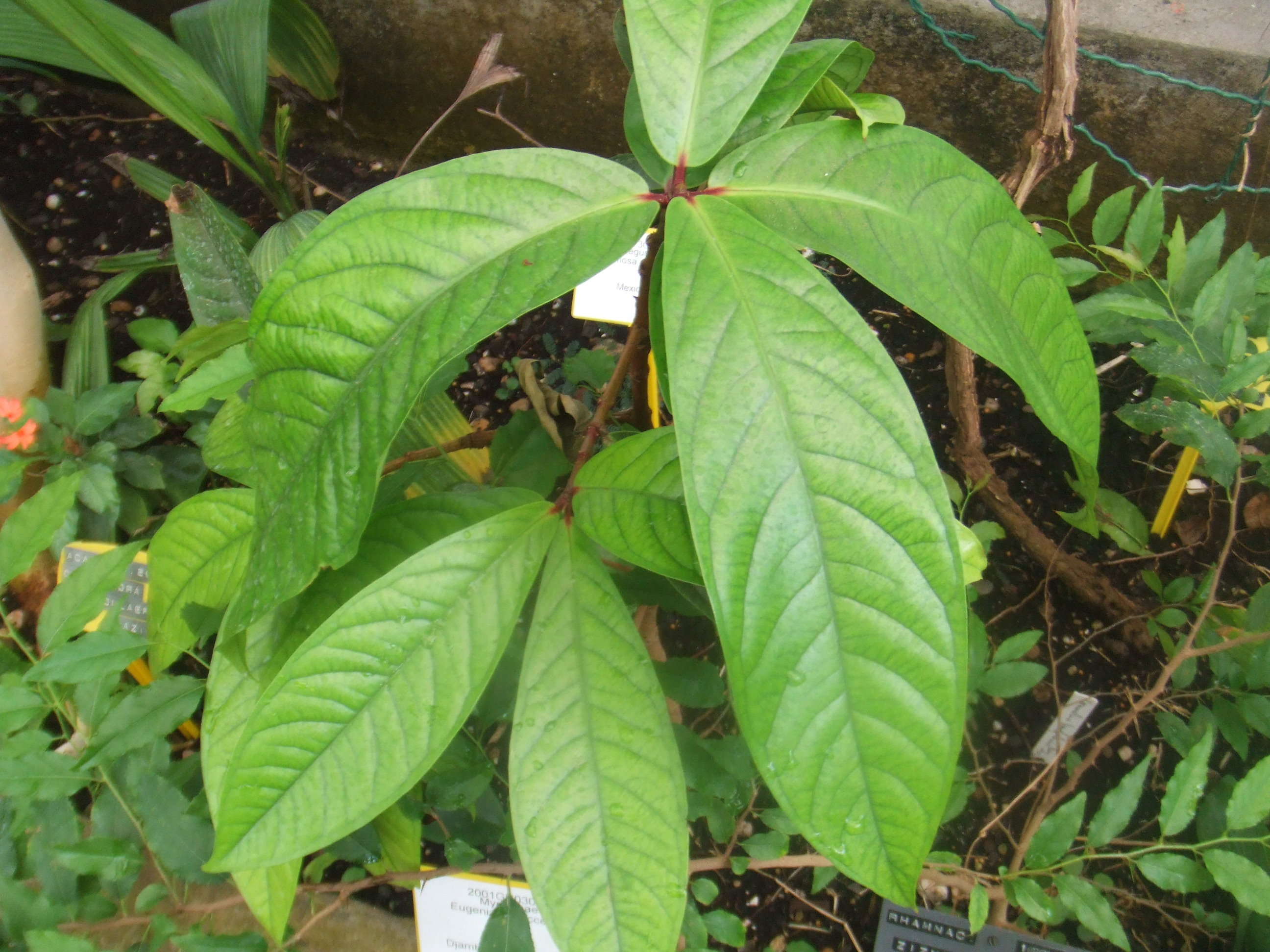
Jonge plant in de Botanische Tuin TU Delft

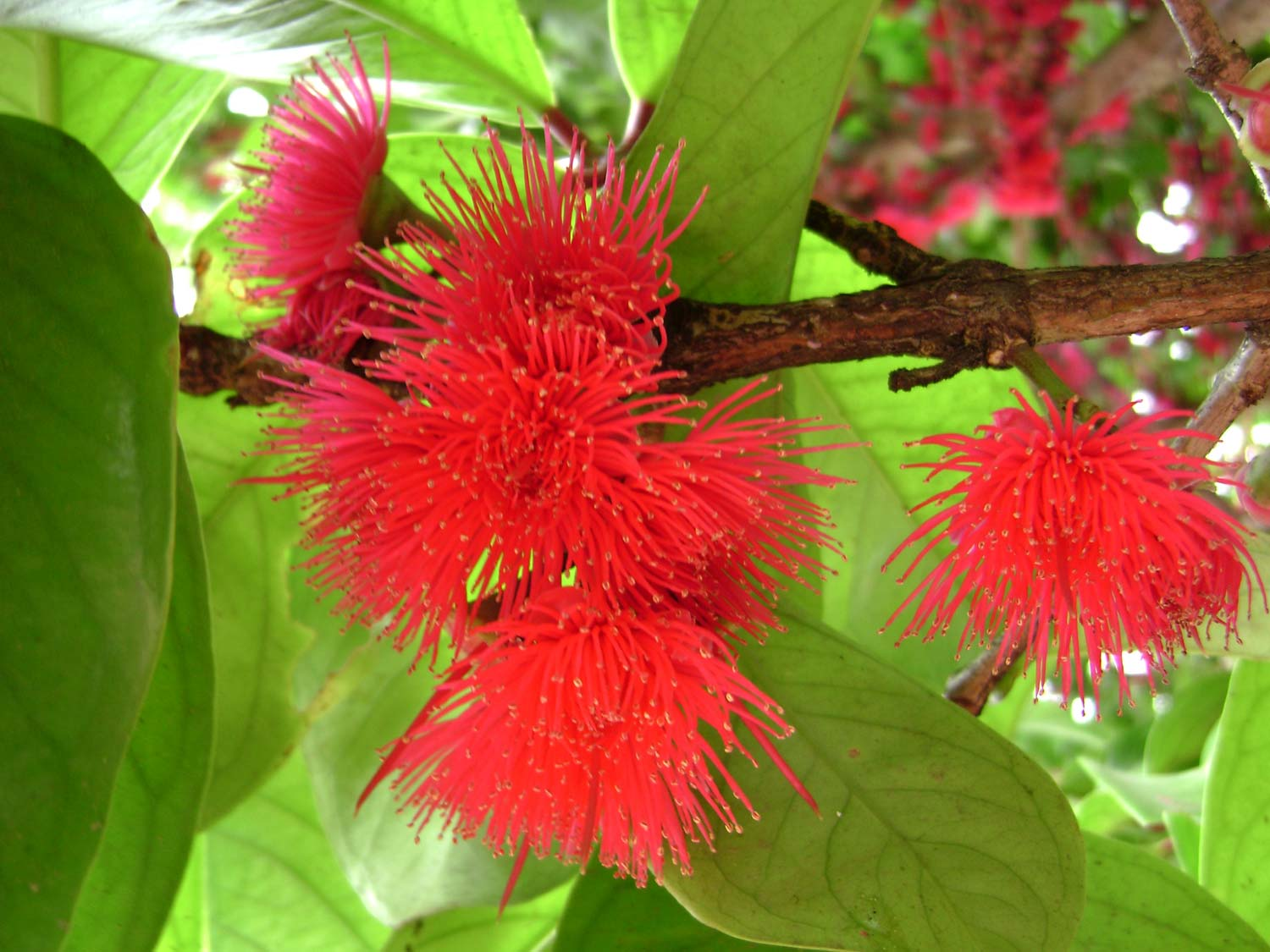
Bloemen